# Liste der Monuments historiques in Camarsac
Die Liste der Monuments historiques in Camarsac führt die Monuments historiques in der französischen Gemeinde Camarsac auf.

## Liste der Bauwerke
| Bezeichnung        | Beschreibung              | Standort | Kennzeichnung | Schutzstatus | Datum | Bild |
| ------------------ | ------------------------- | -------- | ------------- | ------------ | ----- | ---- |
| Kirche St-Saturnin | Erbaut im 13. Jahrhundert | (Lage)   | PA00083503    | Inscrit      | 1925  |      |

## Liste der Objekte
- Monuments historiques (Objekte) in Camarsac in der Base Palissy des französischen Kultusministeriums